# Tomáš Hořava
Tomáš Hořava (Brno, 29 mei 1988) is een Tsjechisch voormalig voetballer die doorgaans speelde als middenvelder. Tussen 2006 en 2021 was hij actief voor Sigma Olomouc en Viktoria Pilsen. Hořava maakte in 2012 zijn debuut in het Tsjechisch voetbalelftal en kwam uiteindelijk tot veertien interlands.

## Clubcarrière
Hořava speelde vanaf zijn vijfde in de jeugd van 1. FK Drnovice uit zijn geboorteplaats. In 2004 stapte de middenvelder over naar de jeugd van profclub Sigma Olomouc. Twee jaar later brak hij daar door in het eerste elftal, toen hij op 26 november 2006 voor het eerst mee mocht doen in de Gambrinus liga tegen Dynamo České Budějovice (2–0 nederlaag). Hořava werkte zich op tot basisspeler op het middenveld van Sigma en in de zomer van 2013 maakte hij de overstap naar Viktoria Pilsen, waar hij voor vier jaar tekende. In de zomer van 2021 zette Hořava op 33-jarige leeftijd een punt achter zijn actieve loopbaan.

## Interlandcarrière
Hořava maakte zijn debuut in het Tsjechisch voetbalelftal op 14 november 2012. Op die dag werd een vriendschappelijke wedstrijd tegen Slowakije met 3–0 gewonnen. David Lafata scoorde tweemaal en Bořek Dočkal tekende voor de derde treffer. Hořava moest van bondscoach Michal Bílek op de bank beginnen en hij viel in de tweede helft in voor Vladimír Darida. De andere debutanten dit duel waren Tomáš Vaclík, Ladislav Krejčí (beiden Sparta Praag), Tomáš Kalas (Vitesse), Bořek Dočkal (Rosenborg BK), Michal Ordoš, Martin Pospíšil (beiden eveneens Sigma Olomouc), Martin Latka (Slavia Praag) en Libor Kozák (Lazio). Op 15 november 2013 maakte hij tegen Canada (2–0 winst) zijn eerste interlanddoelpunt.
| Interlands van Tomáš Hořava voor Tsjechië | Interlands van Tomáš Hořava voor Tsjechië | Interlands van Tomáš Hořava voor Tsjechië | Interlands van Tomáš Hořava voor Tsjechië | Interlands van Tomáš Hořava voor Tsjechië | Interlands van Tomáš Hořava voor Tsjechië |
| №                                         | Datum                                     | Wedstrijd                                 | Uitslag                                   | Competitie                                | Goals                                     |
| Als speler bij Sigma Olomouc              | Als speler bij Sigma Olomouc              | Als speler bij Sigma Olomouc              | Als speler bij Sigma Olomouc              | Als speler bij Sigma Olomouc              | Als speler bij Sigma Olomouc              |
| ----------------------------------------- | ----------------------------------------- | ----------------------------------------- | ----------------------------------------- | ----------------------------------------- | ----------------------------------------- |
| 1                                         | 14 november 2012                          | Tsjechië – Slowakije                      | 3 – 0                                     | Vriendschappelijk                         |                                           |
| Als speler van Viktoria Pilsen            |                                           |                                           |                                           |                                           |                                           |
| 2                                         | 14 augustus 2013                          | Hongarije – Tsjechië                      | 1 – 1                                     | Vriendschappelijk                         |                                           |
| 3                                         | 15 november 2013                          | Tsjechië – Canada                         | 2 – 0                                     | Vriendschappelijk                         | 82'                                       |
| 4                                         | 21 mei 2014                               | Finland – Tsjechië                        | 2 – 2                                     | Vriendschappelijk                         |                                           |
| 5                                         | 3 juni 2014                               | Tsjechië – Oostenrijk                     | 1 – 2                                     | Vriendschappelijk                         | 42'                                       |
| 6                                         | 8 oktober 2016                            | Duitsland – Tsjechië                      | 3 – 0                                     | WK 2018 kwalificatie                      |                                           |
| 7                                         | 11 november 2016                          | Tsjechië – Noorwegen                      | 2 – 1                                     | WK 2018 kwalificatie                      |                                           |
| 8                                         | 22 maart 2017                             | Tsjechië – Litouwen                       | 3 – 0                                     | Vriendschappelijk                         | 48' (pen.)                                |
| 9                                         | 26 maart 2017                             | San Marino – Tsjechië                     | 0 – 6                                     | WK 2018 kwalificatie                      |                                           |
| 10                                        | 10 juni 2017                              | Noorwegen – Tsjechië                      | 1 – 1                                     | WK 2018 kwalificatie                      |                                           |
| 11                                        | 1 juni 2018                               | Australië – Tsjechië                      | 4 – 0                                     | Vriendschappelijk                         |                                           |
| 12                                        | 6 juni 2018                               | Nigeria – Tsjechië                        | 0 – 1                                     | Vriendschappelijk                         |                                           |
| 13                                        | 6 september 2018                          | Tsjechië – Oekraïne                       | 1 – 2                                     | Nations League 2018/19                    |                                           |
| 14                                        | 10 september 2018                         | Rusland – Tsjechië                        | 5 – 1                                     | Vriendschappelijk                         |                                           |

## Erelijst
| Competitie      |               |                           |               |               |
| Competitie      | Aantal        | Jaren                     |               |               |
| Sigma Olomouc   | Sigma Olomouc | Sigma Olomouc             | Sigma Olomouc | Sigma Olomouc |
| --------------- | ------------- | ------------------------- | ------------- | ------------- |
| Pohár FAČR      | 1             | 2011/12                   |               |               |
| Superpohár FAČR | 1             | 2012                      |               |               |
| Viktoria Pilsen |               |                           |               |               |
| Česká liga      | 3             | 2014/15, 2015/16, 2017/18 |               |               |
| Superpohár FAČR | 1             | 2015                      |               |               |